# Fadlin Fadlin
Mohamed Fadlin Fadlin (né le 28 octobre 1989) est un athlète indonésien, spécialiste du sprint.
Son meilleur temps est de 10 s 42 obtenu avec un vent contraire de -1,9 m/s à Djakarta le 29 juin 2011. 
L'IAAF retient 10 s 43 (+0.7) à Bogor (INA) le 22 septembre 2016.
Il établit le record d'Indonésie du relais 4 × 100 m (39 s 78 à Canton (Chine) le 23 novembre 2010, équipe composée de M. Fadlin Fadlin, Suryo Agung Wibowo, Farrel Octaviandi et Franklin Ra. Burumi. Il l'améliore à deux reprises lors des Jeux asiatiques de 2018 (38 s 77) et la médaille d'argent des Jeux.
Il a participé au 100 m (tour préliminaire) des Championnats du monde à Daegu 2011 en 10 s 70, en se qualifiant pour les quarts de finale.